# EDUMSA

## EDUMSA - Editora Universitaria de Madrid S.A
Editorial Universitaria puesta en marcha en Madrid en 1967, originalmente de revistas y posteriormente de música con la idea de editar una serie de libros y discos destinados a difundir la poesía española en los ambientes universitarios.

### Historia
Creada en Madrid en 1967 como Sociedad Anónima con 100 acciones de 500 pesetas, por un grupo de universitarios madrileños, entre los que se encontraba Luis José Leal, miembro del Grupo Canción del Pueblo, Luis César Rodríguez y Jaime García-Herranz. Su propósito original era el de editar una revista universitaria, pero tras el secuestro gubernamental de sus primeros números deriva su actividad a la edición de cantautores nóveles con el fin de producir discos del colectivo Canción del Pueblo, al que pertenecían Luis Leal, José Manuel Bravo, Hilario Camacho, Elisa Serna, Julia León, Manuel Toharia, Carmina Álvarez, Adolfo Celdran y Jesús Munárriz.
En un principio, en Edumsa se editaron los primeros singles de Hilario Camacho, José Manuel Brabo y Elisa Serna, todos ellos con el sello genérico de Ensayo. Después, Edumsa tuvo que unirse a Fidias –discográfica que perteneció a la Editorial Alhambra– y, conjuntamente, lanzaron el sello, también genérico, Andros, en el que grabó entre otros José Antonio Labordeta.

### Discografía

#### ENSAYO
Primera serie de la productora, grabada y distribuida por Fonogram bajo el sello Fontana y Fidias, centrada en la interpretación de poetas clásicos por cantautores nóveles. En el disco original puede leerse el propósito de esta serie:
“La editora universitaria de Madrid S. A. (EDUMSA) en su colección ENSAYO pretende una promoción cultural en el mundo del disco, incorporando a la canción letras de grandes poetas -aún hoy vigentes – en composiciones e interpretaciones de jóvenes valores.
Es éste un primer intento, no terminado, cuyo mayor virtud es la sinceridad”
- Ensayo I, EP (Fontana-Edumsa 467 910, 1968)
  - A1. “La propiedad que el dinero ha” José Manuel Brabo  (poema del arcipreste de Hita)
  - A2. "Discutiendo están dos mozos” José Manuel Brabo  (poema de Antonio Machado)
  - B1. “Verdad, mentira” Luís José Leal (poema de Luis de Góngora)
  - B2. “Desperté” Luís José Leal (poema de Rabindranath Tagore)

acompañamiento musical de José Manuel Brabo y Manuel Toharia
- Ensayo 2, SP (Fontana-Edumsa 272 366 TF, 1968)
  - A. “El fusilamiento” Hilario Camacho (poema de Nicolás Guillén)
  - B. “El son del desahucio” [sic] Hilario Camacho (poema de Nicolás Guillén)

arreglos de Manuel Toharia.
- Ensayo 3, SP (Fontana-Edumsa 272 367 TF, 1968)
  - A.  “No quiso ser” Elisa Serna (poema de Miguel Hernández) (música de Ignacio Fernández Toca)
  - B. “El niño yuntero” (poema de Miguel Hernández) (acompaña Miguel Piñero (bajo), María Jesús Llorente (flauta), Manuel Toharia (guitarra y arreglos musicales) y Luís Toharia (órgano).
- Ensayo IV, SP (Fidias-Edumsa, EF 45s A 303, 1968)
  - A. “Poema nº 6 de amor” Luis José Leal (poema de Pablo Neruda) (guitarras de José Manuel Brabo y Manuel Toharia)
  - B. “Aunque estés de paso” Luis José Leal (poema de Bertolt Brecht)

#### ANDROS
Segunda serie de la productora, también editada por Fontana y posteriormente por Fidias. Como curiosidad cabe destacar que es la primera edición musical de José Antonio Labordeta.
- Ándros volumen 1, SP. (Fontana-Edumsa 272 368 TF, 1968).
  - A. "El cañaveral"Ignacio Fernández Toca.
  - B. "No nos moverán" 'Ignacio Fernández Toca.

- Ándros volumen 2, EP. (Fidias-Edumsa EF 45 A 301, 1968). Secuestrado por orden gubernativa[4]
  - A1. "Requiem por un pequeño burgués" José Antonio Labordeta
  - A2. "Los leñeros" José Antonio Labordeta
  - B1. "Los masoveros" José Antonio Labordeta
  - B2. "Las arcillas" José Antonio Labordeta

- Ándros volumen 3, SP. (Fidias-Edumsa EF 45s A 302, 1968). 
  - A. "Judith" Caba-catalán
  - B. "Los poetas" Caba-catalán